# Euglossa mixta
Euglossa mixta är en biart som beskrevs av Heinrich Friese 1899. Euglossa mixta ingår i släktet Euglossa, tribus orkidébin, och familjen långtungebin. Inga underarter finns listade.

## Utseende
En medelstor art med en kroppslängd mellan 10 och 11 mm. Hanen har övervägande mörkviolett kropp, mandibler med tre taggar, tergit (ovansidans bakkroppssegment) 4 till 5 mörkblåa samt tergit 6 till 7 bronsröda. Honans påminner om hanen men har hela bakkroppen utom de två främsta tergiterna bronsfärgad.

## Ekologi
Som alla orkidébin attraheras hanarna av luktande ämnen, främst hos orkidéer, och är därför lätta att fånga med syntetiska dofter. Arten har konstaterats pollinera orkidéerna Catasetum thompsonii, Mormodes cartonii, Mormodes colossus, Mormodes igneum, Dichaea panamensis och Sievekingia fimbriata. Den har även setts hämta nektar hos Peristeria pendula. Av syntetiska dofter attraheras hanarna främst av metylsalicylat. 

## Utbredning
Arten förekommer i södra Amerika från sydligaste Mexiko (delstaten Oaxaca) söderut till Bolivia och södra Brasilien (delstaten São Paulo). Arten är vanlig i sitt utbredningsområde.